# Judith von Friaul
Judith von Friaul, auch Judith im Sülichgau, (* nach 888; † ?) war Herzogin von Bayern.
Historiker halten Judith für die Tochter des 866 verstorbenen Grafen Eberhard von Friaul aus dem Geschlecht der Unruochinger und der Gisela, Tochter Ludwigs des Frommen. Wegen der nicht zusammenpassenden Lebensdaten wird jetzt Eberhard von Sülichgau (gestorben nach 889), Eberhard von Friauls Enkel als Vater angenommen.
Sie heiratete im Jahre 910 Herzog Arnulf von Bayern.  Ihre älteste Tochter Judith heiratete Heinrich I. von Bayern, Bruder des Kaisers Otto I., was die Einbindung Bayerns in das entstehende Heilige Römische Reich entscheidend förderte.
Als Unruochingerin brachte Judith Erbansprüche auf die langobardische Königskrone mit in die Ehe, die Herzog Arnulf 934 für seinen Sohn Eberhard in einem Italienfeldzug vergeblich zu verwirklichen suchte. 